# 2455 Сомвіль
2455 Сомвіль (2455 Somville) — астероїд головного поясу, відкритий 5 жовтня 1950 року.
Тіссеранів параметр щодо Юпітера — 3,337.